# Pascal MicroEngine
Pascal MicroEngine — серія мікрокомп'ютерів, що випускались компанією Western Digital з 1979 до середини 1980-х років, розроблених спеціально для ефективного виконання програм, реалізованих на апаратно-незалежній версії UCSD р-System — P-коду.
У порівнянні з іншими мікрокомп'ютерами, які використовували інтерпретатори P-коду в інструкції цільової машини, інтерпретація P-коду в Pascal MicroEngine забезпечувалась на рівні мікрокоманд процесора.